# Patriarchální exarchát jeruzalémský a palestinský
Patriarchální exarchát jeruzalémský a palestinský je exarchát bezprostředně podřízený katolickému patriarchovi maronitské církve, který má jurisdikci nad východním Jeruzalémem a v teritoriích palestinského státu.

## Historie
V roce 1895 byl založen patriarchální vikariát Jeruzalém, z něhož v roce 1996 vznikl současný patriarchální exarchát, který je od svého založení svěřen maronitskému archieparchovi Haify a Svaté země, který jedná in persona episcopi.

## Seznam vikářů a exarchů
- Youssef Mouallem (v úřadu v letech 1895–1896)
- Estephan Hobeish (1896–1897)
- Boulos Aweiss (1897–1898)
- Khairalla Estephan (1898–1901)
- Youssef Mouallem, (1901–1911)
- Gerges Doumit (1911–1928)
- Boulos Aweiss (1929–1934)
- Boulos Eid (1934–1938)
- Youssef Ghanem (1939–1941)
  - Boulos Meouchi (1941–1945)
  - Francis Moubarac (1945–1949)
- Elias Ziadé (Ziadeh) (1949–1975)
- Augustin Harfouche (1975–1996)
- Paul Nabil El-Sayah (1996–2011)
- Moussa El-Hage, OAM, (od 16. června 2012)